# Свята Латвії
Святкові та пам'ятні дати Латвії встановлені Верховною Радою Латвійської Республіки в законі від 1990 року «Про свята та пам'ятні дати» (латис. Par svētku, atceres un atzīmējamām dienām), в тому числі з поправками до закону у 1995, 1996, 1997, 2000, 2002, 2007, 2009, 2011, 2014 та 2015 роках.

## Свята
У Латвії офіційно оголошені святковими 16 дат. Державні та муніципальні установи в ці дні не працюють, громадський транспорт переходить на особливий графік роботи. У разі, якщо 4 травня (День відновлення незалежности Латвійської Республіки) або 18 листопада (День проголошення Латвійської Республіки) випадають на суботу або неділю, наступний за ними понеділок оголошується неробочим.

Православні християни, старообрядці та християни інших конфесій відзначають Великдень, Трійцю та Різдво у встановлені їх конфесією дні.
| Дата                        | Назва свята                                          | Оригінальна назва                                         | Примітки |
| --------------------------- | ---------------------------------------------------- | --------------------------------------------------------- | --- |
| 1 січня                     | Новий рік                                            | Jaungada diena                                            | |
| березень-квітень            | Велика (Страсна) п'ятниця                            | Lielā piektdiena                                          | У списку свят - з 1990 року. |
| березень-квітень            | Перший і другий день Великодня                       | Pirmā Lieldienas un otrās Lieldienas dienas               | Відновлене як святковий день у 1990 році, понеділок є святковим з 1997 року. |
| 1 травня                    | День праці                                           | Darba svētki                                              | До 1990 року відзначалося як День міжнародної солідарності трудящих і відзначалося два дні. |
| 1 травня                    | День Установчих зборів Латвійської Республіки        | Latvijas Republikas Satversmes sapulces sasaukšanas diena | 1 травня 1920 року на перших зборах відбулася зустріч Латвійської Конституційної Асамблеї. Державне свято встановлене у 1990 році.                                                                      |
| 4 травня                    | День відновлення незалежности Латвійської Республіки | Latvijas Republikas neatkarības atjaunošanas diena        | 4 травня 1990 року Верховна Рада Латвійської РСР прийняла «Декларацію про відновлення незалежності Латвії». Святковий день з 2002 року.                                                                 |
| Друга неділя травня         | День матері                                          | Mātes diena                                               | Як державне свято - з 1990 року. |
| 50 днів після Великодня     | День Святої Трійці                                   | Vasarsvētki                                               | Святкується в неділю. У списку свят з 1996 року. |
| 23-24 червня                | Ліго та Янів день.                                   | Līgo diena, Jāņi                                          | День літнього сонцестояння Широке святкування Ліго не припинялось і за часів СРСР. Відновлене як державне свято у 1989 році (з 1990).                                                                   |
| дата змінна (початок липня) | Закриття Фестивалю пісні і танцю                     | Vispārējo latviešu Dziesmu un deju svētku noslēguma dienu | Фестиваль проводиться кожні п'ять років. Як святковий день додано у 2014, вперше відзначено у 2018, наступного разу у 2023. Зазвичай припадає на суботу або неділю, тож наступний понеділок є вихідним. |
| 18 листопада                | День проголошення Латвійської Республіки             | Latvijas Republikas Proklamēšanas diena                   | Відновлене у 1989 році. |
| 24-26 грудня                | Різдво                                               | Ziemassvētki                                              | Відновлене у 1989 році, 24 грудня є святковим з 2007. |
| 31 грудня                   | Проводи старого року                                 | Vecgada diena                                             | Встановлене у 1990 році. |

## Пам'ятні дати
| Дата                 | Назва свята                                                       | Оригінальна назва                                                                    | Примітки |
| -------------------- | ----------------------------------------------------------------- | ------------------------------------------------------------------------------------ | --- |
| 20 січня             | День пам'яті захисників барикад 1991 року                         | 1991. gada barikāžu aizstāvju atceres diena                                          | Встановлений на честь громадян, застрелених Ризьким ОМОНом під час подій 1991 року, коли в Ризі були зведені барикади в знак протесту проти зіткнень влади з прихильниками незалежності від СРСР у Вільнюсі. |
| 26 січня             | День міжнародного визнання Латвійської Республіки де-юре          | Latvijas Republikas starptautiskās (de iure)                                         | |
| 8 березня            | Міжнародний жіночий день                                          | Starptautiskā sieviešu diena                                                         | |
| 25 березня           | День пам'яті жертв комуністичного геноциду                        | Komunistiskā genocīda upuru piemiņas diena                                           | У березні 1949 року відбулась депортація радянською владою більше 90 000 чоловік з Естонії, Латвії та Литви до Сибіру та у віддалені райони Півночі.                                                         |
| 8 травня             | День перемоги над нацизмом та пам'яті жертв Другої Світової війни | Nacisma sagrāves diena un Otrā pasaules kara upuru piemiņas diena                    | День набрання чинності Акту капітуляції Німеччини. |
| 9 травня             | День Европи                                                       | Eiropas diena                                                                        | Відзначається на честь Декларації Шумана про об'єднання важкої промисловості Франції та Західної Німеччини, що стала передвісником створення Європейського союзу.                                            |
| 15 травня            | Міжнародний день сімей                                            | Starptautiskā ģimenes diena                                                          | Проголошений Генеральною Асамблеєю ООН у 1993 році. |
| 17 травня            | День пожежника та рятувальника                                    | Ugunsdzēsēju un glābēju diena                                                        | |
| 1 червня             | Міжнародний день захисту дітей                                    | Starptautiskā bērnu aizsardzības diena                                               | |
| 14 червня            | День пам'яті жертв комуністичного терору                          | Komunistiskā genocīda upuru piemiņas diena                                           | Відзначається в пам'ять про події 1941 року, коли від 200 до 300 тисяч чоловік були депортовані радянською владою.                                                                                           |
| 17 червня            | День окупації Латвійської Республіки                              | Latvijas Republikas okupācijas diena                                                 | 17 червня 1940 року в Латвію війшли військові частини Червоної армії. |
| третя неділя червня  | День медичного працівника                                         | Medicīnas darbinieku diena                                                           | Встановлений указом Президіума СРСР у 1980 році. |
| 22 червня            | День пам'яті героїв (День Венденської битви)                      | Varoņu piemiņas diena (Cēsu kaujas atceres diena)                                    | Битва під Цесісом 1919 року призвела до повалення Пронімецького уряду Латвії об'єднаними силами естонської і південнолатишської армій.                                                                       |
| 4 липня              | День пам'яті жертв геноциду єврейського народу                    | Ebreju tautas genocīda upuru piemiņas diena                                          | Латвія першою з республік СРСР встановила день пам'яті жертв Голокосту. |
| друга субота липня   | Свято моря                                                        | Jūras svētku diena                                                                   | Професійне свято моряків, рибалок та всіх людей, робота яких пов'язана з морем. |
| 11 серпня            | День пам'яті борців за свободу Латвії                             | Latvijas brīvības cīnītāju piemiņas diena                                            | День підписання мирного договору між Латвією та Радянською Росією. |
| 21 серпня            | День прийняття закону «Про суверенітет Латвійської Республіки»    | Konstitucionālā likuma «Par Latvijas Republikas valstisko statusu» pieņemšanas diena | Закон «Про суверенітет Латвійської Республіки» було прийнято 21 серпня 1991 року. |
| 23 серпня            | День пам'яті жертв сталінізму та нацизму                          | Staļinisma un nacisma upuru atceres diena                                            | Разом з Європейським днем пам'яті жертв сталінізму і нацизму приурочений до річниці підписання пакту Молотова — Ріббентропа.                                                                                 |
| 1 вересня            | День знань                                                        | Zinību diena                                                                         | Вперше введений указом Президії Верховної Ради СРСР в 1984 році. |
| друга неділя вересня | День батька                                                       | Tēva diena                                                                           | На відміну від більшості країн світу, які відзначають День батька у другу неділю липня, в Латвії святкування призначено на вересень.                                                                         |
| 22 вересня           | День єдності балтів                                               | Baltu vienības diena                                                                 | Відзначається в день битви при Сауле 1236 року. |
| 1 жовтня             | Міжнародний день людей похилого віку                              | Starptautiskā senioru diena                                                          | Дата прийнята ООН в 1990 році. |
| перша неділя жовтня  | День вчителя                                                      | Skolotāju diena                                                                      | Не збігається зі Всесвітнім днем вчителя, призначеним на 5 жовтня. |
| 7 листопада          | День прикордонника                                                | Robežsargu diena                                                                     | Більшість держав колишнього СРСР відзначають День прикордонника 28 травня. |
| 11 листопада         | День Лачплесиса                                                   | Lāčplēša diena                                                                       | День пам'яті полеглих за визволення Латвії; названий на честь національного героя Лачплесиса і відзначається в день перемоги над Західною добровольчої армією.                                               |
| 5 грудня             | День працівника поліції                                           | Policijas darbinieku diena                                                           | |

## Історична довідка
У першій редакції (латис. Par svētku un atceres dienām), що скасовує дію закону № 47 1989 року Верховної Ради Латвійської РСР, був встановлений інший список свят та пам'ятних дат.
- 1 січня — Новий рік.
- Велика (Страсна) п'ятниця і перший день Великодня.
- 1 травня — Свято праці, День скликання Конституційних зборів Латвії.
- Друга неділя травня — День матері.
- 23 червня — день Ліго.
- 24 червня — Янів день (день літнього сонцестояння).
- 18 листопада — День проголошення Латвійської Республіки.
- 25 та 26 грудня — Різдво.
- 31 грудня — проводи Старого року.

Пам'ятних днів від самого початку було шість:
- 25 березня — День пам'яті жертв комуністичного терору (латис. Komunistiskā terora upuru piemiņas diena).
- 4 травня — День підписання декларації «Про відновлення незалежності Латвійської Республіки у 1990 році» (латис. Latvijas Republikas Neatkarības deklarācijas pasludināšanas diena).
- 9 травня — День пам'яті жертв Другої світової війни (латис. Otrā pasaules kara upuru piemiņas diena).
- 14 червня — День пам'яті жертв комуністичного терору (латис. Komunistiskā terora upuru piemiņas diena).
- 4 липня — День пам'яті геноциду єврейського народу (латис. Ebreju tautas genocīda piemiņas diena).
- 11 листопада — День Лачплесиса (латис. Lāčplēša diena).

Неробочими днями оголошувались 1 січня, Велика п'ятниця, 1 травня, 23-24 червня, 18 листопада, 25-26 грудня і 31 грудня.
У 1995 році святкування 9 травня «День пам'яті жертв Другої світової війни» (латис. Otrā pasaules kara upuru piemiņas diena) було перенесене на 8 травня з формулюванням «День перемоги над нацизмом і пам'яті жертв Другої світової війни» (латис. Nacisma sagrāves diena un Otrā pasaules kara upuru piemiņas diena).
У 1997 році до свята Великодня додався другий день, а замість 8 травня введено свято 9 травня — «День Європи» (латис. Eiropas diena). У тому ж році почала діяти поправка, що поповнила список пам'ятних дат — 20 січня «День пам'яті захисників барикад 1991 року».
Поправками 1998 року запроваджена пам'ятна дата 16 березня «День пам'яті про латвійських військових», першу неділю грудня — «День пам'яті жертв комуністичного геноциду». У назві пам'ятної дати 14 червня слова «… комуністичного терору» замінені на «… комуністичного геноциду», а 4 липня «День пам'яті геноциду єврейського народу» перейменовано в «День пам'яті жертв геноциду єврейського народу».
У 2000 році пам'ятна дата 16 березня була вилучена із закону про свята. Пізніше в тому ж році з'явилися пам'ятні дати: 17 червня «День окупації Латвійської Республіки» та 22 вересня «День балтійського єдності».
У 2002 році з'явилось свято 4 травня «День проголошення Декларації незалежності Латвійської Республіки», пам'ятні дати 21 серпня «День фактичного відновлення незалежності» і 1 вересня «День знань». У назві закону до «свят» та «днях пам'яті» додано словосполучення «дні що відзначаються» (латис. Atzīmējama diena).
У 2007 році Святвечір — 24 грудня — увійшов до списку свят разом з 8 березня «Міжнародний жіночий день», 15 травня «Міжнародний день сім'ї», 1 червня «Міжнародний день захисту дітей», друга неділя липня «Свято моря» і перша неділя жовтня «День вчителя». Також додано уточнення про перенесення вихідного дня на понеділок, якщо 4 травня або 18 листопада припадають на суботу або неділю.
Прийнята в липні 2009 року поправка додала до списку днів пам'яті 23 серпня «День пам'яті жертв сталінізму і нацизму». У вересні того ж року були додані: друга неділя вересня «День батька» та 1 жовтня «Міжнародний день людей похилого віку».
У 2011 році 4 травня було перейменовано з «Дня підписання декларації незалежності Латвійської Республіки» на «День відновлення незалежності Латвійської Республіки», з'явилися дні що відзначаються: 17 травня «День пожежника та рятувальника», третя неділя червня «День медичного працівника». 4 травня було перейменовано в «День відновлення незалежності Латвійської Республіки».
Поправками 2014 року після опису свята 24 червня було додано слова «закриття Свята пісні і танцю» без визначеної дати, і це свято стало третім днем, коли вихідний день переноситься на понеділок, якщо це свято припадає на суботу або неділю. Вперше відзначено у 2018 році 8 липня (неділя).
В 2015 році до списку днів що відзначаються додано 7 листопада «День прикордонника» та 5 грудня «День поліції».